# Bhadarsa
Bhadarsa är en ort i Indien.   Den ligger i distriktet Faizābād och delstaten Uttar Pradesh, i den centrala delen av landet, 500 km öster om huvudstaden New Delhi. Bhadarsa ligger 105 meter över havet och antalet invånare är 11 369.
Terrängen runt Bhadarsa är mycket platt. Runt Bhadarsa är det tätbefolkat, med 762 invånare per kvadratkilometer. Närmaste större samhälle är Faizabad, 15,1 km norr om Bhadarsa. Trakten runt Bhadarsa består till största delen av jordbruksmark.